# Тайга затоки Кука
Тайга затоки Кука (ідентифікатор WWF: NA0603) — неарктичний екорегіон тайги, розташований на півдні Аляски в США.

## Географія
Екорегіон тайги затоки Кука охоплює низовини та пологі пагорби, розташовані навколо верхньої частини затоки Кука. Він включає долину Матануска-Сусітна, по якій протікають річки Матануска, Кнік та Сусітна, а також північно-східну частину Кенайського півострова. Екорегіон з усіх боків захищений горами: Аляскинським хребтом з півночі і заходу, горами Талкітна зі сходу, Чугацькими горами з південного сходу та Кенайськими горами з півдня. Відносно м'який клімат регіону, його рівнинний рельєф та прибережне розташування зробили екорегіон найбільш густонаселеним на Алясці. Тут розташований Анкоридж, столиця штату Аляска, населення якого становить 291 247 осіб, або понад 40 % населення штату.
На півночі і заході екорегіон переходить у тундру Аляскинського хребта та гір Святого Іллі, а на південному сході — у тундру та крижані поля гір тихоокеанського узбережжя.

## Клімат
Завдяки близькості до океану, впливу теплої Аляскинської течії, а також Аляскинському хребту на півночі, який блокує проникнення холодних повітряних мас з внутрішніх районів Аляски, в екорегіоні переважає відносно м'який субарктичний клімат (Dsc за класифікацією кліматів Кеппена). Середньорічна кількість опадів в регіоні коливається від 380 до 680 мм. Середньодобова мінімальна температура взимку становить -15 °C, а середньодобова максимальна температура влітку — 18 °C. В північній частині екорегіону взимку температура може падати до -40 °C.

## Флора
Територія екорегіону є перехідною зоною між помірними дощовими лісами, бореальними лісами (тайгою) та альпійською тундрою, внаслідок чого регіон вирізняється високим флористичним різноманіттям. Основними рослинними угрупованнями екорегіону є перехідні бореальні ліси, основу яких складають чорні ялини (Picea mariana), сизі ялини (Picea glauca), ялини Лютца (Picea × lutzii), американські осики (Populus tremuloides), бальзамисті тополі (Populus balsamifera), каліфорнійські тополі (Populus trichocarpa) та паперові берези (Betula papyrifera). Ялинові ліси регіону регулярно оновлюються після сильного ураження великим ялиновим короїдом (Dendroctonus micans) та після лісових пожеж. В низинах зустрічаються торфові болота, порослі мохом сфагнумом (Sphagnum spp). У субальпійських районах поширені різноманітні чагарникові та різнотравні угруповання.

## Фауна
Серед поширених в екорегіоні ссавців слід відзначити гризлі (Ursus arctos horribilis), барибала (Ursus americanus), карибу (Rangifer tarandus), звичайного лося (Alces alces), канадського вовка (Canis lupus occidentalis), койота (Canis latrans), звичайну лисицю (Vulpes vulpes), канадську рись (Lynx canadensis), канадську видру (Lontra canadensis), американську куницю (Martes americana), горностая (Mustela erminea), американського зайця (Lepus americanus), канадського бобра (Castor canadensis), північну літягу (Glaucomys sabrinus), червону вивірку (Tamiasciurus hudsonicus) та канадського голкошерста (Erethizon dorsatum).
Серед поширених в екорегіоні птахів слід відзначити віргінського пугача (Bubo virginianus), волохатого дятла (Leuconotopicus villosus), пухнастого дятла (Dryobates pubescens), канадську дикушу (Canachites canadensis), звичайного крука (Corvus corax), канадську кукшу (Perisoreus canadensis), канадського повзика (Sitta canadensis), канадську гаїчку (Poecile hudsonicus), світлокрилу гаїчку (Poecile atricapillus), оливкового червоїда (Leiothlypis celata), білощокого пісняра-лісовика (Setophaga striata), північного піві (Contopus cooperi), рябогруду вівсянку (Passerella iliaca), рубіновочубу золотомушку (Corthylio calendula), дрозда-короткодзьоба Свенсона (Catharus ustulatus), плямистоволого дрозда-короткодзьоба (Catharus guttatus) та чорнобрового бруанта (Zonotrichia atricapilla). В річці Кенай на однойменному півострові нерестяться п'ять видів тихоокеанських лососів, зокрема найбільші у світі чавичі (Oncorhynchus tshawytscha). На берегах цієї річки можна побачити білоголових орланів (Haliaeetus leucocephalus) та білих гусей (Anser caerulescens), які зупиняються в гирлі Кенаю під час весняної міграції.

## Збереження
Оцінка 2017 року показала, що 8439 км², або 30 % екорегіону, є заповідними територіями. Природоохоронні території включають: Кенайський національний природний заповідник, Державний парк Чугач, Державну рекреаційну зону Ненсі-Лейк та Державний заказник Сусітна-Флетс.